# Yukon Beringia Interpretive Centre
Das Yukon Beringia Interpretive Centre ist eine Forschungs- und Ausstellungsstätte in Whitehorse im kanadischen Yukon. Sie wurde 1997 eröffnet.

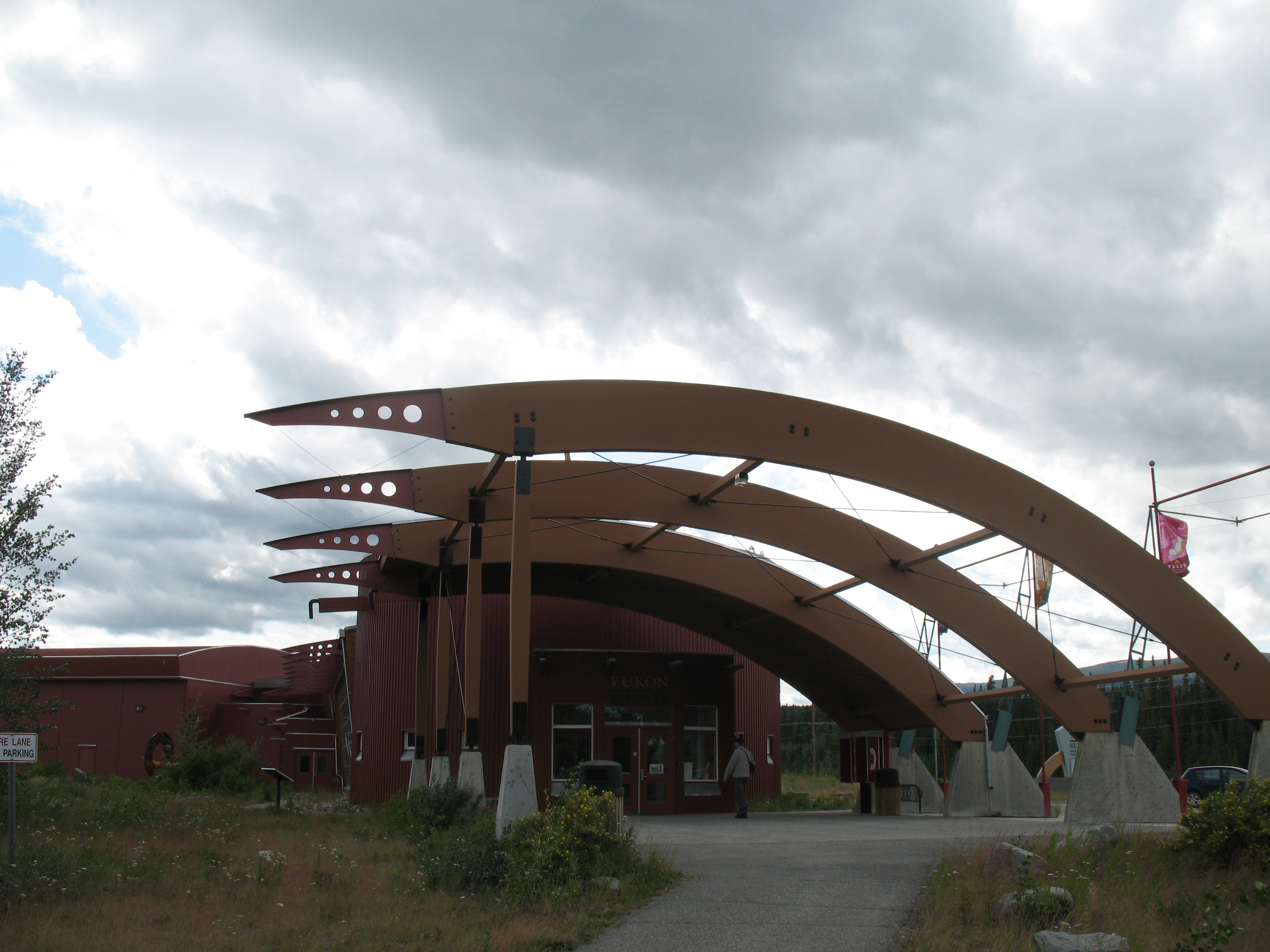
Eingang zum Yukon Beringia Interpretive Center

Der Fokus des Interpretive centre ist Beringia, ein Gebiet zwischen Ostsibirien und dem Yukon, das in den letzten rund 70 Millionen Jahren immer wieder eine Brücke zwischen Asien und Amerika darstellte. Der bis zu 125 m unter dem heutigen Meeresspiegel liegende Küstensaum stellt für die Besiedlung Amerikas ein wichtiges Forschungsgebiet dar, zumal hier die wohl ältesten Relikte menschlicher Kulturen in Nordostasien und Nordamerika gefunden wurden. Eric Hultén, ein schwedischer Botaniker, hatte den Namen „Beringia“ 1937 vorgeschlagen. Heute umfasst das Forschungsgebiet Beringia das Gebiet zwischen dem nordrussischen Kolyma und dem Mackenzie in Kanada.
Wichtigste Forschungsgebiete sind Fundorte am Klondike sowie um Old Crow im Gebiet der Vuntut Gwitchin, die mit den Paläontologen zusammenarbeiten. Während einer Grabungskampagne im Jahr 2006 fanden sich dort über 2000 Knochen aus dem Pleistozän, viele von Wollhaarmammuten (Fundort Whitestone River) und Pferden. Hinzu kommen Fundstellen, an denen sich Riesenbiber (Castor ohioensis), Westkamele (Camelops hesternus), Mastodonten (Mammut americanum), Säbelzahnkatzen (Homotherium serum) und Kurznasenbär (Arctodus simus), Nabelschwein (Platygonus compressus) sowie das Riesenfaultier Megalonyx jeffersonii fanden. Sie stammen aus einer Zeit, als sich um Old Crow große Seen befanden (vor ca. 40.000 bis 15.000 Jahren).

## Leitung
Leiter ist Grant Zazula.

## Veranstaltungen
Das Yukon Science Institute hält hier regelmäßige Vorträge. Darüber hinaus finden unter dem Titel Education Corner bzw. Kids Corner Lehrprogramme für verschiedene Altersstufen statt.